# Thái Thanh hầu
Sái Thanh hầu (chữ Hán: 蔡聲侯; trị vì: 471 TCN-457 TCN), tên thật là Cơ Sản (姬產), là vị vua thứ 23 của nước Sái – chư hầu nhà Chu trong lịch sử Trung Quốc.
Sái Thanh hầu là con của Sái Thành hầu - vua thứ 22 nước Sái. Năm 472 TCN, Sái Thành hầu mất, Cơ Sản lên ngôi, tức là Sái Thanh hầu.
Sử sách không ghi chép sự kiện xảy ra liên quan tới nước Sái trong thời gian ông làm vua.
Năm 457 TCN, Sái Thanh hầu mất. Ông ở ngôi được 15 năm. Con ông là Sái Nguyên hầu lên nối ngôi.